# Skočidol
Skočidol (nemško Gottestal) je naselje v Občini Vernberk v Okraju Beljak-dežela na Koroškem v Avstriji.